# 德西兹站
德西兹站是一个法国铁路车站，位于法國涅夫勒省的德西兹境内。

## 地理位置
德西兹站位于德西兹市区以北，讷韦尔－沙尼铁路的37.914公里处。车站呈东西走向，开口朝南。

## 停靠线路
以下列车线路在德西兹站停靠：
| 德西兹站列车线路表     |      |        |            |              |
| 线路                   | 车种 | 上一站 | 下一站     | 大致运行频率 |
| 讷韦尔—欧坦/第戎       | TER  | 安菲   | 塞西拉图尔 | 每天8趟左右  |
| 讷韦尔—第戎            | TER  | 讷韦尔 | 勒克勒佐   | 每天3趟左右  |
| 科讷库尔/讷韦尔—德西兹 | TER  | 贝阿尔 | （终点）   | 每天3趟左右  |
| 1. 2.                  |      |        |            |              |

## 配套交通

### 长途客运线路
| 停靠德西兹汽车站的大巴车 |                                                                                    | |
| 上下车地点               | 运营单位                                                                           | 主要目的地 |
| 德西兹站 门口            | 勃艮第-弗朗什-孔泰 大区城际客运 MobiGo                                             | LR504 韦尔讷伊 · 塞西拉图尔 · 旺德内斯 · 穆兰恩吉勒贝尔 · 巴祖瓦地区唐奈 · 巴祖瓦地区沙提永 LR506 韦尔讷伊 · 塞西拉图尔 · 富尔 · 弗莱提 · 吕济 |
| 德西兹站 门口            | 安菲 · 讷韦尔 （当铁路线施工或罢工时，SNCF可能也会提供途径该线路沿途站点的大巴车） | |
| 1. 2. 3. 4.              |                                                                                    | |

### 城市公共交通
德西兹站附近暂无城市公共交通线路。

## 临近车站
| 德西兹站（Gare de Decize）         |                  |                       |
| 上行车站                           | 线路             | 下行车站              |
| 贝阿尔站 13.4km ←                  | 讷韦尔－沙尼铁路 | 塞西拉图尔站 → 14.5km |
| - 注：本表仅显示运营中的线路及车站 |                  |                       |